# 바람 불어 좋은 날 (영화)
"바람 불어 좋은 날"은 이장호 감독의 영화다. 1979년 발표된 최일남의 소설 우리들의 넝쿨이 원작이다.

## 줄거리
이 영화는 세 명의 젊은 노동계급 친구들의 삶을 따라간다. 춘식은 이발소에서 일하며 동료인 유 양을 사랑한다. 호텔 직원인 길남은 미용실에서 일하는 진옥을 사랑한다. 삼인조 중 가장 순진한 덕배는 중국 식당에서 일하며 공장 노동자와 부유한 명희 사이에서 갈등한다. 세 젊은이는 함께 술을 마시며 자신들의 삶과 미래에 대한 막연한 생각들을 이야기한다. 영화 말미에 춘식이 폭행죄로 체포되고 길남이 군 복무를 시작하기 위해 떠나면서 그들은 헤어진다.

## 출연
- 안성기 : 덕배 역
- 김성찬 : 길남 역
- 이영호 : 춘식 역
- 김희라 : 조씨 역
- 임예진 : 춘순 역
- 김보연 : 미스 유 역
- 최불암 : 김회장 역
- 김영애 : 이씨 부인 역
- 박재호 :
- 이향 :
- 조주미 :
- 문태선 :
- 김인문 : 이씨 역
- 박원숙 : 중국집 주인 여자 역
- 추석양 : 중국집 주인 남자 역
- 유지인 : 명희 역
- 박재호 :
- 임진택 : 상여객 역

## 수상
- 제19회 대종상 영화제 (1980)
  - 감독상: 이장호
  - 편집상: 김희수
  - 신인상(남): 안성기
- 제17회 백상예술대상 (1981)
  - 영화부문 대상: 동아수출공사
  - 영화부문 작품상: 동아수출공사
  - 영화부문 신인연기상: 김성찬